# 名探偵ズッコケ三人組
『名探偵ズッコケ三人組』（めいたんていズッコケさんにんぐみ）は、シナリオ：矢澤和重、作画：新山たかしの児童向け推理漫画作品。那須正幹による児童文学「ズッコケ三人組」シリーズを原案とするものだが、エピソードは漫画独自のものとなっており、原作シリーズのエピソードを漫画化したものではない。

## 概要
ポプラ社の児童向け漫画雑誌『月刊プレコミックブンブン』にて、2004年1月号（創刊号）から2007年6月号まで全42話連載された。単行本はブンブンコミックスで全5巻が刊行された。単行本に収録されているのは第30話までで、第31話から第42話までの12話分は単行本化されていない。

## あらすじ
花山第二小学校5年1組のズッコケ三人組（ハチベエ、ハカセ、モーちゃん）はある日、ハチベエの発案で「少年探偵団」を結成することに。最初の事件で知り合ったミドリ西署の望月美佳刑事の協力なども得て、身近な謎から凶悪犯罪まで、さまざまな事件を三人の力を合わせて解決していく。

## 登場人物

### ズッコケ少年探偵団
原作である小説シリーズでは三人組は6年生だが、本漫画作品では5年生の設定になっている。ただ、それ以外は基本的に原作のキャラクター設定を踏襲している。本項では漫画版における特記事項を示す。
八谷良平（はちや りょうへい）
通称「ハチベエ」。花山第二小学校5年1組。江戸川乱歩の小説『少年探偵団』に触発され、少年探偵団の結成を発案。探偵団随一の行動力が、事件へと巻き込まれるきっかけにもなってしまう。
山中正太郎（やまなか しょうたろう）
通称「ハカセ」。花山第二小学校5年1組。少年探偵団の「推理」の役割を一手に担う。
奥田三吉（おくだ さんきち）
通称「モーちゃん」。花山第二小学校5年1組。嗅覚がするどく、それが事件解決へのヒントとなることも多い。

### 漫画版オリジナルキャラクター
望月美佳（もちづき みか）
ミドリ西署の刑事。25歳。
第1話より登場する準レギュラーキャラクター。武術の達人で、それにより三人組のピンチを助けることもしばしば。なお、上司の音羽（おとわ）警部補は原作シリーズにも登場するキャラクターである。
明智小枝（あけち さえ）
「ナニワの名探偵」を自称する大阪の小学5年生。関西弁で話す。
第16話「ライバルは美少女探偵」で初登場。三人組にライバル心を燃やし、自分こそが「日本一の小学生名探偵」だとして挑戦状を送りつけた。ハーフとの設定だが、両親の国籍等は不明。ほかに第18話「美少女探偵がやってきた!」に登場。
藤島加奈（ふじしま かな）
藤島グループ会長の孫娘。小学5年生。
第2話「雪山に消えた雪女」で初登場。ハチベエが恋心を寄せる少女の一人。第2話の事件で知り合って以降、三人組をオープン直前のテーマパークに招待したり、別荘に招いたりするが、三人組はそのたびに事件に巻き込まれてしまう。
浅野二葉（あさの ふたば）
資産家、浅野家の娘。小学5年生。
第28話「ハチベエが消えた!」で初登場。執事の手を借り、ある目的をもってハチベエを誘拐したが、そのことを悔いて反省し三人組とは友達に。第34・35話「ズッコケ三人組最大の危機」では三人組をペンションに招くが、そこでもやはり三人組は事件に巻き込まれることになる。また、第29・30話「天国にいちばん近い犯罪」は、第28話で二葉が起こした「事件」のお詫びとして二葉の父が三人組をオープン前の高層ビルに招待し、そこで三人組が事件に巻き込まれるというストーリーである。
ロン（龍）
世界の要人ばかりを狙う冷酷な殺し屋。国際的な指名手配犯。
第26・27話「龍（りゅう）を追え!」に登場し、三人組と対決する。第37話「死の招待状」で再登場。
怪盗ルパン（かいとうルパン）
アルセーヌ・ルパンの子孫。ヨーロッパ各地で高価なものばかりを盗みまわっている。
第38話「怪盗ルパンVSズッコケ三人組」で初登場。犯罪の美しさにこだわりを持ち、犯行の前には予告状を送りつけるか、または本人が直接現れて犯行予告をする。第41・42話（最終話）「ルパンの逆襲」で再登場。

## 書誌情報および収録エピソード一覧
『名探偵ズッコケ三人組』（ブンブンコミックス、ポプラ社、全5巻）
シナリオ：矢澤和重、まんが：新山たかし、原作・監修：那須正幹、原作イラスト：前川かずお
| 巻 | 発行年月   | 収録エピソード | 初出                                            | ISBN               |
| -- | ---------- | --- | ----------------------------------------------- | ------------------ |
| 1  | 2004年11月 | 第1話「ズッコケ少年探偵団誕生!!」 第2話「雪山に消えた雪女」 第3話「ハカセ危機一髪」 第4話「名探偵シロ」 第5話「モーちゃんのラブレター」 第6話「ハチベエ画家になる?」                                  | 『月刊プレコミックブンブン』2004年1月号〜6月号  | ISBN 4-591-08276-8 |
| 2  | 2005年4月  | 第7話「天国からの声」 第8話「パラダイスアイランド」（前編） 第9話「パラダイスアイランド」（後編） 第10話「クラシックダンス」 第11話「ハカセの恋」 第12話「ハチベエがサンタクロース」                  | 『月刊プレコミックブンブン』2004年7月号〜12月号 | ISBN 4-591-08558-9 |
| 3  | 2005年10月 | 第13話「ズッコケ大捜査線」（前編） 第14話「ズッコケ大捜査線」（後編） 第15話「いちばん大事なもの」 第16話「ライバルは美少女探偵」 第17話「あぶない女刑事」 第18話「美少女探偵がやってきた!」          | 『月刊プレコミックブンブン』2005年1月号〜6月号  | ISBN 4-591-08645-3 |
| 4  | 2006年4月  | 第19話「少年探偵団絶体絶命!!」（前編） 第20話「少年探偵団絶体絶命!!」（後編） 第21話「幽霊屋敷のナゾ」 第22話「タネのないマジック」 第23話「ズッコケ捕物帳」（前編） 第24話「ズッコケ捕物帳」（後編） | 『月刊プレコミックブンブン』2005年7月号〜12月号 | ISBN 4-591-09011-6 |
| 5  | 2006年10月 | 第25話「雪は知っていた」 第26話「龍を追え!」（前編） 第27話「龍を追え!」（後編） 第28話「ハチベエが消えた!」 第29話「天国にいちばん近い犯罪」（前編） 第30話「天国にいちばん近い犯罪」（後編）        | 『月刊プレコミックブンブン』2006年1月号〜6月号  | ISBN 4-591-09431-6 |

第1話から第30話まで、すべて雑誌掲載の順序のまま収録されている。単行本収録時のサブタイトル変更はない。

## 単行本未収録エピソード一覧
『月刊プレコミックブンブン』2006年7月号から2007年6月号までの12話分（単行本2冊分に相当）が未収録となっている。
| 掲載号       | 話数   | サブタイトル                         |
| ------------ | ------ | ------------------------------------ |
| 2006年7月号  | 第31話 | 「ひこ星をさがせ!」                  |
| 2006年8月号  | 第32話 | 「アルゴン王殺人事件」               |
| 2006年9月号  | 第33話 | 「夏祭りの夜に」                     |
| 2006年10月号 | 第34話 | 「ズッコケ三人組最大の危機」（前編） |
| 2006年11月号 | 第35話 | 「ズッコケ三人組最大の危機」（後編） |
| 2006年12月号 | 第36話 | 「宇宙からの逃亡者」                 |
| 2007年1月号  | 第37話 | 「死の招待状」                       |
| 2007年2月号  | 第38話 | 「怪盗ルパンVSズッコケ三人組」       |
| 2007年3月号  | 第39話 | 「ヴァンパイア伝説」                 |
| 2007年4月号  | 第40話 | 「消えたメインディッシュ」           |
| 2007年5月号  | 第41話 | 「ルパンの逆襲」（前編）             |
| 2007年6月号  | 第42話 | 「ルパンの逆襲」（後編）             |

## 雑誌連載時のおまけ企画
連載誌には当初、漫画とクイズ・パズルを組み合わせた4ページの企画ページ「名探偵ズッコケ三人組の怪盗Xを追え!!」が合わせて掲載されていた（第21話掲載号まで全21回）。毎号4ページで、各編全3回（計12ページ）で完結。単行本には収録されていない。全7編のうち、新山たかしが漫画部分を担当したのは最初の2編のみである。
| 掲載号          | タイトル                                                 |                                            |
| --------------- | -------------------------------------------------------- | ------------------------------------------ |
| 2004年1-3月号   | 「名探偵ズッコケ三人組の怪盗Xを追え!!」                  | マンガ：新山たかし、構成・クイズ：奥谷道草 |
| 2004年4-6月号   | 「名探偵ズッコケ三人組の怪盗Xを追え!! 古代の秘宝編」     | マンガ：新山たかし、構成・クイズ：奥谷道草 |
| 2004年7-9月号   | 「名探偵ズッコケ三人組の怪盗Xを追え!! 豪華客船編」       | マンガ：坂本英俊、構成・クイズ：奥谷道草   |
| 2004年10-12月号 | 「名探偵ズッコケ三人組の怪盗Xを追え!! 秋の芸術観賞会編」 | マンガ：坂本英俊、構成・クイズ：奥谷道草   |
| 2005年1-3月号   | 「名探偵ズッコケ三人組の怪盗Xを追え!! ナイルの瞳編」     | マンガ：坂本英俊、構成・クイズ：奥谷道草   |
| 2005年4-6月号   | 「名探偵ズッコケ三人組の怪盗Xを追え!! 7人のドワーフ編」  | マンガ：坂本英俊、構成・クイズ：奥谷道草   |
| 2005年7-9月号   | 「名探偵ズッコケ三人組の怪盗Xを追え!! 花火大会編」       | マンガ：坂本英俊、構成・クイズ：奥谷道草   |

第22話掲載号（2005年10月号）から第42話掲載号（2007年6月号）までは、「名探偵ズッコケ三人組のIQトレーニング!!」と題されたクイズ・パズルが毎号4ページ掲載された（全21回）。イラスト：新山たかし・あすみきり、構成・クイズ：奥谷道草。